# Jacob de Gelder
Jacob de Gelder (* 22. November 1765 in Rotterdam; † 10. Oktober 1848 in Leiden) war ein niederländischer Mathematiker, der eine besondere Rolle in der Reform des mathematischen Unterrichts in den Niederlanden spielte und viele Schulbücher für Mathematik verfasste.

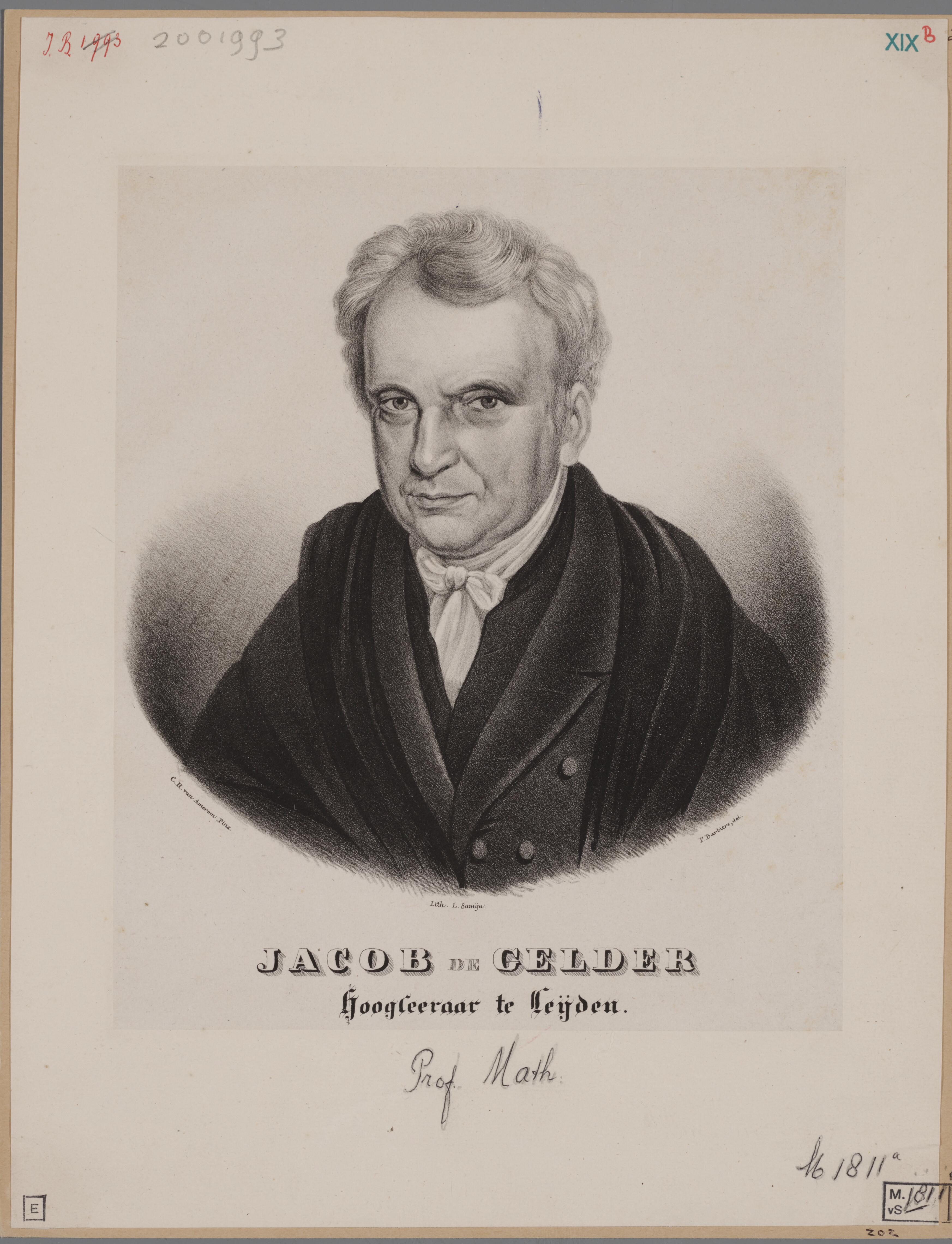
Jacob de Gelder

## Leben
De Gelder war Rechenmeister (Buchhalter) und Mathematiklehrer in Amsterdam und begann 1791 zu veröffentlichen. In den Revolutionsjahren verlor er die meisten seiner Schüler und musste nach anderen Einkommensquellen suchen. 1802 bis 1806 arbeitete er als Landvermesser für die Landesaufnahme der Niederlande unter General Kraijenhoff, 1807 bis 1810 unterrichtete er die königlichen Pagen in Mathematik und 1811 arbeitete er im Finanzamt. Er lebte teilweise in Den Haag und teilweise in Amsterdam und war in beiden Städten in den lokalen mathematischen Gesellschaften aktiv. Er wurde bald durch Mathematikbücher populär und setzte sich für den Mathematikunterricht an möglichst vielen Schulen ein. 1815 wurde er Professor für Mathematik an der neugegründeten Militärakademie in Delft. Dort kam es aber über das Ausmaß des theoretischen Unterrichts zum Konflikt mit dem Kommandanten, so dass er 1819 suspendiert wurde. 1819 wurde er außerordentlicher Professor und 1824 Professor an der Universität Leiden. Er lehrte auch an der Lateinschule (bis er das wegen Streit mit dem Rektor aufgeben musste) und an der Industrieschule Darstellende Geometrie. 1840 wurde emeritiert und im selben Jahr Ritter vom Orden des Niederländischen Löwen.
Er war seit 1792 mit Catharina van Rooijen verheiratet und hat mit ihr acht Kindern, von denen nur eines das Erwachsenenalter erreichte.

## Schriften
- Ludeman in zijn waar karakter, of de grondstellingen der astrologie, aan de beginzelen der zuivere rede getoetst, Den Haag 1799
- Redevoering over de waren aart en voortreffelijkheid der wiskunst, Den Haag 1806
- Handleiding tot de beschouwende en werkdadige meetkunst, Amsterdam 1806
- Beginselen der meetkunst, Den Haag / Amsterdam 1810
- Meetkundige Analysis, 1811–1813
- Allereerste gronden der cijferkunst, opgesteld ten gebruike der scholen en kollegiën, Den Haag / Amsterdam, 1812–1814
- Proeve over den waren aart van den positieven en negatieven toestand der grootheden in de stelkunst en in de toepassing van denzelven op de meetkunst, Den Haag / Amsterdam 1815
- Beschrijving van de inrigting en het gebruik van den sextant van Hadley, Den Haag / Amsterdam 1816
- Allereerste gronden der beschouwende en werkdadige meetkunst, Den Haag / Amsterdam 1816
- Beginselen der stelkunst, Den Haag / Amsterdam 1817
- Beginselen der differentiaal-, integraal- en variatierekening, Den Haag / Amsterdam 1823
- Hoogere meetkunst, Den Haag / Amsterdam 1824
- Verhandeling over het verband en den zamenhang der natuurlijke en zedelijke wetenschappen, en over de wijze om zich dezelve eigen te maken en aan anderen meede te deelen, Den Haag / Amsterdam 1826
- Allereerste gronden der stelkunst, ten gebruike der latijnsche scholen en andere kollegiën, Den Haag / Amsterdam 1827
- Eerste gronden der meetkunst, ten gebruike der latijnsche scholen en andere kollegiën, Den Haag / Amsterdam 1827
- Handleiding tot het meetkunstig teekenen, Den Haag / Amsterdam 1829
- Cosmographische lessen, Den Haag / Amsterdam 1831
- Bedenkingen tegen de verhandeling over de meetkundige bepalingen van den hoogleeraar J.F.L. Schröder, Den Haag / Amsterdam 1835
- Uitvoerige lessen over verhoudingen en evenredigheden, Den Haag / Amsterdam 1839